# Inoka Rohini de Silva
Inoka Rohini de Silva (* um 1970) ist eine sri-lankische Badmintonspielerin. 

## Karriere
Inoka Rohini startete 1998 bei den Commonwealth Games. Dort belegte sie Rang 33 im Dameneinzel. 1995, 1996 und 1998 wurde sie nationale Meisterin in Sri Lanka.